# Marion Flues
Marion Flues ist eine ehemalige deutsche Fußballspielerin.

## Karriere
Marion Flues gehörte der SSG 09 Bergisch Gladbach als Stürmerin an, mit der sie zweimal das Finale um die Deutsche Meisterschaft erreichte. Ihre Premiere am 28. Juni 1986 im heimischen Stadion An der Paffrather Straße wurde jedoch mit der 0:5-Niederlage gegen den FSV Frankfurt jäh getrübt. Doch am 8. Juli 1989 gewann sie mit ihrer Mannschaft in Montabaur den Titel, da der TuS Ahrbach durch ihre in der 54. und 58. Minute erzielten Tore mit 2:0 bezwungen werden konnte. 1990 beendete sie ihre Laufbahn.

## Erfolge
- Deutscher Meister 1989